# Julia (skulptur)
Julia är en skulptur i gjutjärn av den spanske konstnären Jaume Plensa, uppförd 2020 på Konstnärligt campus intill Strandpromenaden i Umeå.
Verket skapades i flera versioner inför en utställning på Djurgården i Stockholm 2018. Efter nedmontering återuppfördes en version i Spanien, en lånades ut till Sankt Petersburg, och en tredje har befunnit sig i lager tills nu, när ägaren Balticgruppen låtit placera verket framför den senast uppförda byggnaden på Konstnärligt campus.

## Andra verk i Umeå av Jaume Plensa
- Heart of Trees – dels i Umedalens skulpturpark, dels i Öbackaparken
- Nosotros – i Umedalens skulpturpark[2]

## Verket på andra platser

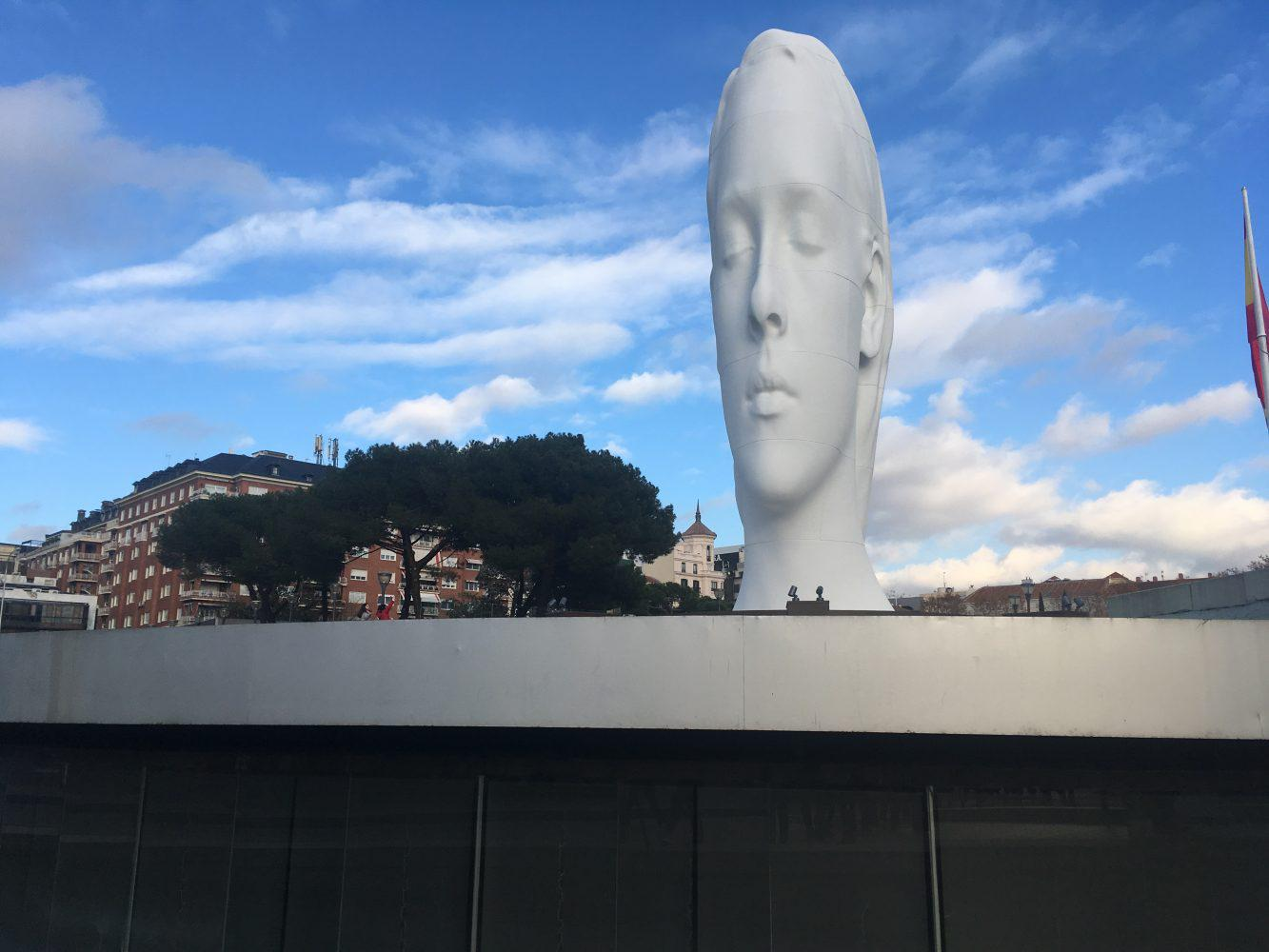
Julia, vid plaza de Colón i Madrid.

En första 12 meter hög version av verket Julia – tillverkad av harts – uppfördes 2018 på plaza de Colón i Madrid.